# 波茨坦 (明尼蘇達州)
波茨坦（英語：Potsdam）是位於美國明尼蘇達州奧姆斯特德縣法明頓鎮區的一個非建制地區。

## 歷史
波茨坦於約1860年成立，得名自德國城市波茨坦。波茨坦的郵局於1873年設立，其後於1905年停運。

## 地理
波茨坦所處的海拔為高於海平面347米（即1138英呎），而該地所採用的時區為UTC-6，即北美中部時區（CST）。同時該地設有夏令時間，為UTC-6調快一小時，即UTC-5（CDT）。